# Eugenio Sierra Ráfols
Eugeni Sierra i Ràfols (Eugeni Sierra) (1919 - 1999) fue un botánico y profesor español, y destacado ilustrador. Entre 1936 y 1942 estuvo bajo bandera.
Intervino en numerosas campañas de recolección por Cataluña, Aragón y Valencia con los botánicos Pius Font i Quer (1888-1964) y con Antonio de Bolòs y Vayreda (1889-1975).
Trabajó en el "Instituto Botánico de Barcelona".
Debido a su precariedad laboral y la coyuntura del país, le hizo a mediados de 1950 a emigrar a Chile con su esposa y sus dos hijos, donde permanecería veintitrés años. Una vez en Santiago de Chile, y a encargo del Ayuntamiento de Barcelona, realiza una colección, finalmente inédita, de dibujos de árboles cultivados en parques y calles de Barcelona. Desde Chile, continúa colaborando con Font Quer y sigue con los dibujos para Plantas Medicinales. En 1952, realiza su primera exposición de pinturas y dibujos de plantas en el Instituto Chileno-Norteamericano de Cultura, en Santiago de Chile; y poco después de 1955 a 1958 colaboró con el pteridólogo Gualterio Looser (1898-1982) realizándole setenta ilustraciones para sus monografías de helechos chilenos.
En 1961 se diploma en Biología por la Universidad de Chile, y al año siguiente se incorpora como profesor auxiliar de Botánica en la Facultad de Agronomía de la Universidad de Santiago. También colaboró intensamente con Carlos Muñoz Pizarro, de la Universidad de Chile, con quien participó en diversas campañas de recolección por el país, ilustrando Flores Silvestres de Chile de 1966 con 51 acuarelas, y Sinopsis de la Flora de Chile, de 1966 con 250 láminas, conservadas hoy en el Instituto Botánico de Barcelona. Entre 1962 y 1968, trabajó intensamente en la realización de unos 2.000 dibujos con el correspondiente análisis morfológico, para la obra que preparaba Carlos Muñoz: Los Géneros de la Flora Chilena, aún inéditos, y depositados en el Museo de Historia Nacional de Santiago de Chile.

## Algunas publicaciones
- pío Font Quer, eugenio Sierra ràfols. 1985. Diccionario de botánica. 9.ª edición de Labor, 1.244 pp.

- carlos Muñoz Pizarro, eugenio Sierra ràfols. 1966. Flores silvestres de Chile. Ed. Universidad de Chile, 245 pp.

## Honores
Exposiciones de sus ilustraciones
- 1968: 20th Century Botanical Art Illustration en Pittsburg, organizada por la Hunt Botanical Library
- 1971: individual en el United Stated Arboretum de Washington
- 1973: International Exhibition of Botanical Art en Brisbane, organizada por la Botanical Society of South Africa
- 1974: individual en la Universidad de California en San Diego

- La abreviatura «Sierra» se emplea para indicar a Eugenio Sierra Ráfols como autoridad en la descripción y clasificación científica de los vegetales.[1]